# Utenbach (Apolda)

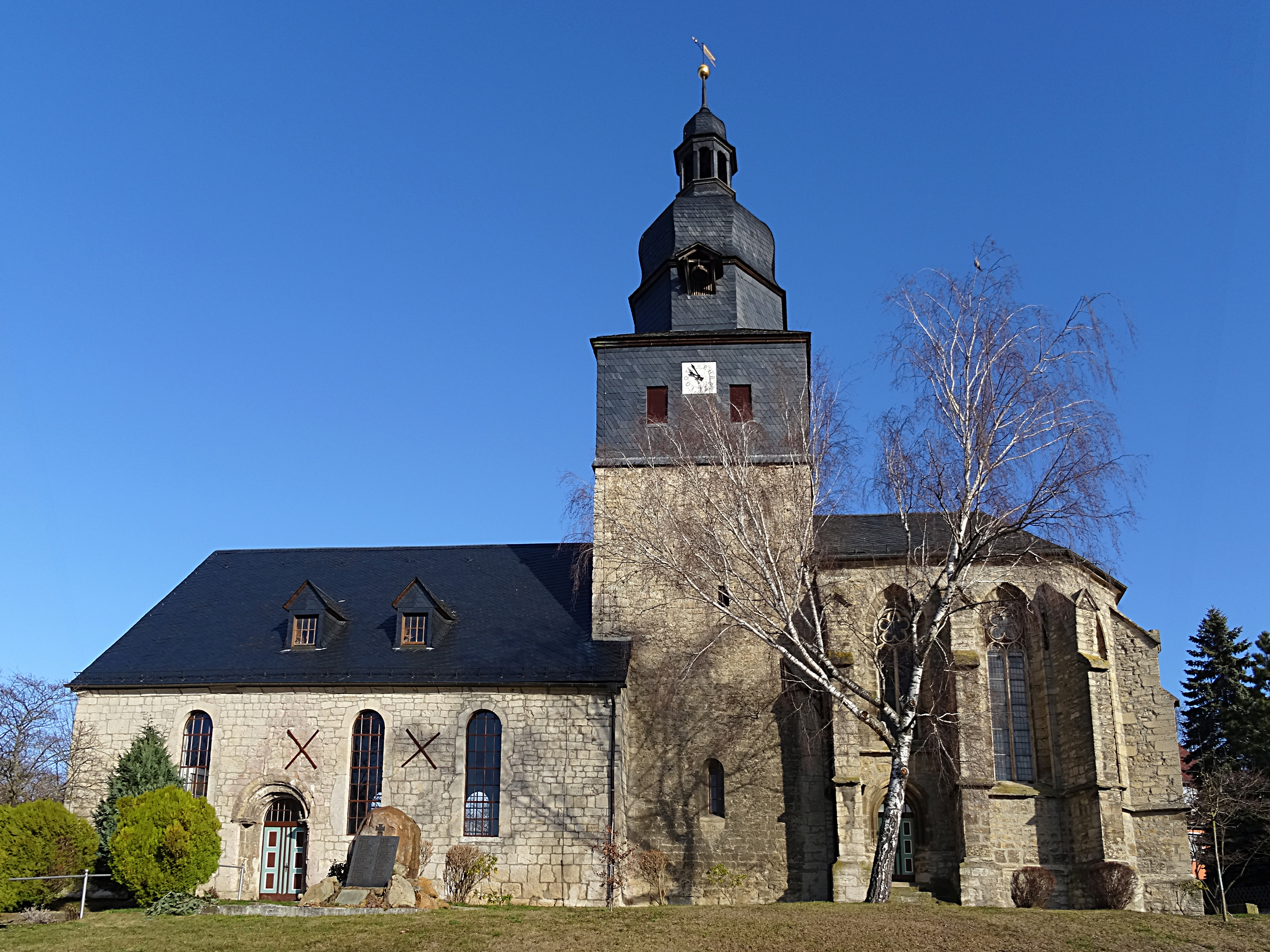
Dorfkirche St. Hilarius

Utenbach ist ein Ortsteil der Stadt Apolda (seit 1994) im Nordosten des Landkreises Weimarer Land.

## Geografie
Utenbach liegt westlich der Kernstadt Apolda. Durch den Ort führt die Landesstraße 1059. Der Ort ist von Feldern und Wiesen umgeben. Südwestlich befindet sich Kösnitz, dessen Gemarkung grenzt an den Saale-Holzland-Kreis.

## Verkehrsanbindung
Utenbach erreicht man an Werktagen mehrmals täglich mit dem Bus der PVG Weimarer Land mit der Linie 282 in Richtung Camburg. Es werden 2 Haltestellen bedient, Utenbach Höhe und Utenbach Ort. 

## Geschichte
Utenbach (Otunpach) wurde erstmals 957 in einer Urkunde König Ottos I. erwähnt. Der Name dürfte auf den germanischen Gott Odin bzw. Wotan zurückgehen.
Zu Beginn des 13. Jahrhunderts wurde Utenbach Sitz (Sedes) eines Dekanats des Archidiakonats „St. Marien“ in Erfurt. Zur selben Zeit erwarben die Chorherren vom Heiligen Grab die Pfarrkirchen in Utenbach und Nerkewitz sowie das Seelsorgerecht unter anderem in Kösnitz, Zimmern, Stiebritz, Rödigen und Closewitz  wahrscheinlich von den Schenken von Apolda. In Utenbach kam es zur Errichtung eines Ordenshauses, das über die Propstei des Ordens in Droyßig verwaltet wurde. Etwa 1489 wurden die Ordensgüter an den Johanniterorden übergeben, nach der Reformation gingen sie teils in Landesbesitz, teils in Besitz der Pfarrei Utenbach über.
Die älteste Überlieferung von Hofbesitzern stammt aus der Zeit von 1421–1425.
Innerhalb der Utenbacher Flur liegen die Wüstungen Zeptritz, Hermnitz und Krahndorf. Alle drei Siedlungen scheinen im 14./15. Jahrhundert eingegangen zu sein. Der Familienname Zeptritz, Zepperitz o. ä. tritt bis heute in der weiteren Umgebung auf.
Der Ort gehörte zu dem im 14. Jahrhundert gegründeten ernestinischen Amt Dornburg, welches aufgrund mehrerer Teilungen zu verschiedenen Ernestinischen Herzogtümern gehörte. Ab 1815 war der Ort Teil des Großherzogtums Sachsen-Weimar-Eisenach, welches ihn 1850 dem Verwaltungsbezirk Weimar II (Verwaltungsbezirk Apolda) angliederte.
Mitte April 1945 wurde der Ort von US-Truppen besetzt und Anfang Juli, wie ganz Thüringen, an die Rote Armee übergeben. Damit wurde es Teil der SBZ und ab 1949 der DDR.
Im Jahr 1953 gab es im Ort die letzte Hochwasserflut.
Bei der Restaurierung in den 1980er Jahren war Horst Jährling der Berater. Am Ende der DDR-Zeit sollte die Kirche wegen Baufälligkeit schon abgerissen werden. Im Jahr 1993 fand am 6. Juni nach einer Aufbauzeit von drei Jahren die erneute Weihung der Sankt-Hilarius-Kirche statt. Sie ist eine der ältesten Dorfkirchen im Kreisgebiet. Am 9. April 1994 wurde die Ortschaft Utenbach zur Stadt Apolda eingemeindet.

### Einwohnerentwicklung seit 1996
| Jahr | Einwohner |
| ---- | --------- |
| 1996 | 621       |
| 1997 | 624       |
| 1998 | 639       |
| 1999 | 632       |

| Jahr | Einwohner |
| ---- | --------- |
| 2000 | 640       |
| 2001 | 647       |
| 2002 | 650       |
| 2003 | 652       |

| Jahr | Einwohner |
| ---- | --------- |
| 2004 | 650       |
| 2005 | 649       |
| 2006 | 632       |
| 2007 | 622       |

| Jahr | Einwohner |
| ---- | --------- |
| 2008 | 620       |
| 2009 | 604       |
| 2010 | 606       |
| 2011 | 599       |

| Jahr | Einwohner |
| ---- | --------- |
| 2012 | 592       |
| 2013 | 574       |